# Cláudio (football)
Cláudio Luiz Assuncão de Freitas, plus communément appelé Cláudio est un footballeur brésilien né le 31 mars 1972. Il évoluait au poste de défenseur.